# Schwarzhalsige Kamelhalsfliege
Die Schwarzhalsige Kamelhalsfliege (Venustoraphidia nigricollis), auch als Schwarzhals-Kamelhalsfliege bezeichnet, zählt zu den Kamelhalsfliegen (Raphidioptera), der artenärmsten Ordnung der zu den Insekten gehörenden Netzflüglerartigen. Sie ist weit in Europa verbreitet.
Von den weltweit etwa 250 Arten der Kamelhalsfliegen wurden in Mitteleuropa bisher 16 beschrieben, zu denen auch die Schwarzhalsige Kamelhalsfliege zählt.
In Deutschland sind insgesamt 10 Arten vertreten, wobei die Schwarzhals-Kamelhalsfliege der einzige Vertreter der Gattung Venustoraphidia ist. Sie ist „Insekt des Jahres 2022“.

## Beschreibung

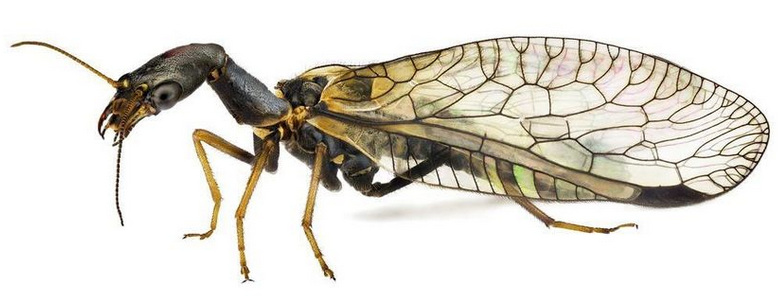
Ein Männchen (Illustration)

Die 8 bis 15 Millimeter große Insekten haben ein auffallend langes Brustsegment Prothorax, welches den „Hals“ der Kamelhalsfliege bildet, der fast ein Drittel der Körperlänge ausmacht. Die roten Augen heben sich vom schwarzen Kopf ab, bei Weibchen ist außerdem der lange Legestachel charakteristisch. Die vier langgestreckten, glasklaren Flügel sind von dunklen Adern durchzogen und weisen je ein dunkles Pterostigma (Flügelmal) in der Nähe der Flügelspitzen auf.
Kamelhalsfliegen sind trotz ihrer gut entwickelten Flügel keine guten Flieger. Ihre Fortbewegung erfolgt überwiegend schwirrend, hüpfend oder flatternd, wobei sie keine großen Strecken zurücklegen. Daher ist die Schwarzhalsige Kamelhalsfliege überwiegend standorttreu. Nur vereinzelt erschließen einzelne Exemplare neue Lebensräume, möglicherweise jedoch eher zufällig, wenn sie z. B. vom Wind verdriftet werden.

### Abgrenzung zu ähnlichen Arten
Eine ähnliche Art ist Ratzeburgs Kamelhalsfliege (Puncha ratzeburgi). Zwischen Rand und Radiussektor befinden sich bei ihr jedoch drei Flügelzellen, bei der Schwarzhalsigen Kamelhalsfliege sind es nur zwei. Zudem ist das Flügelmal von P. ratzeburgi etwa so lang wie die erste Diskoidalzelle, bei V. nigricollis ist das Flügelmal kürzer. Außerdem ist die Vorderflügellänge bei V. nigricollis mit 6 bis 8,5 mm kürzer als bei P. ratzeburgi mit 9 bis 11 mm. Beiden Arten ist gemein, dass das Flügelmal braun bis ockerbraun gefärbt ist, während es bei der ebenfalls ähnlichen Gelbgezeichneten Kamelhalsfliege (Xanthostigma xanthostigma) hellgelb ist und etwa so lang wie die darunterliegende erste Diskoidalzelle. Bei allen drei genannten Arten endet die Apikalader des Vorderflügels am Vorderflügelaußenrand, während sie bei der Atlantischen Kamelhalsfliege (Atlantoraphidia maculicollis) aus dem hellen Flügelmal entspringt und am Vorderflügelvorderrand endet. Bei den anderen in Deutschland vorkommenden Kamelhalsfliegen-Arten befindet sich im Hinterflügel zwischen der Basis des Radiussektors und der Basis des Medians eine Längsader anstelle einer Querader. Weitere Informationen zu Insektenflügeln: Flügel (Insekt).

## Vorkommen und Lebensraum

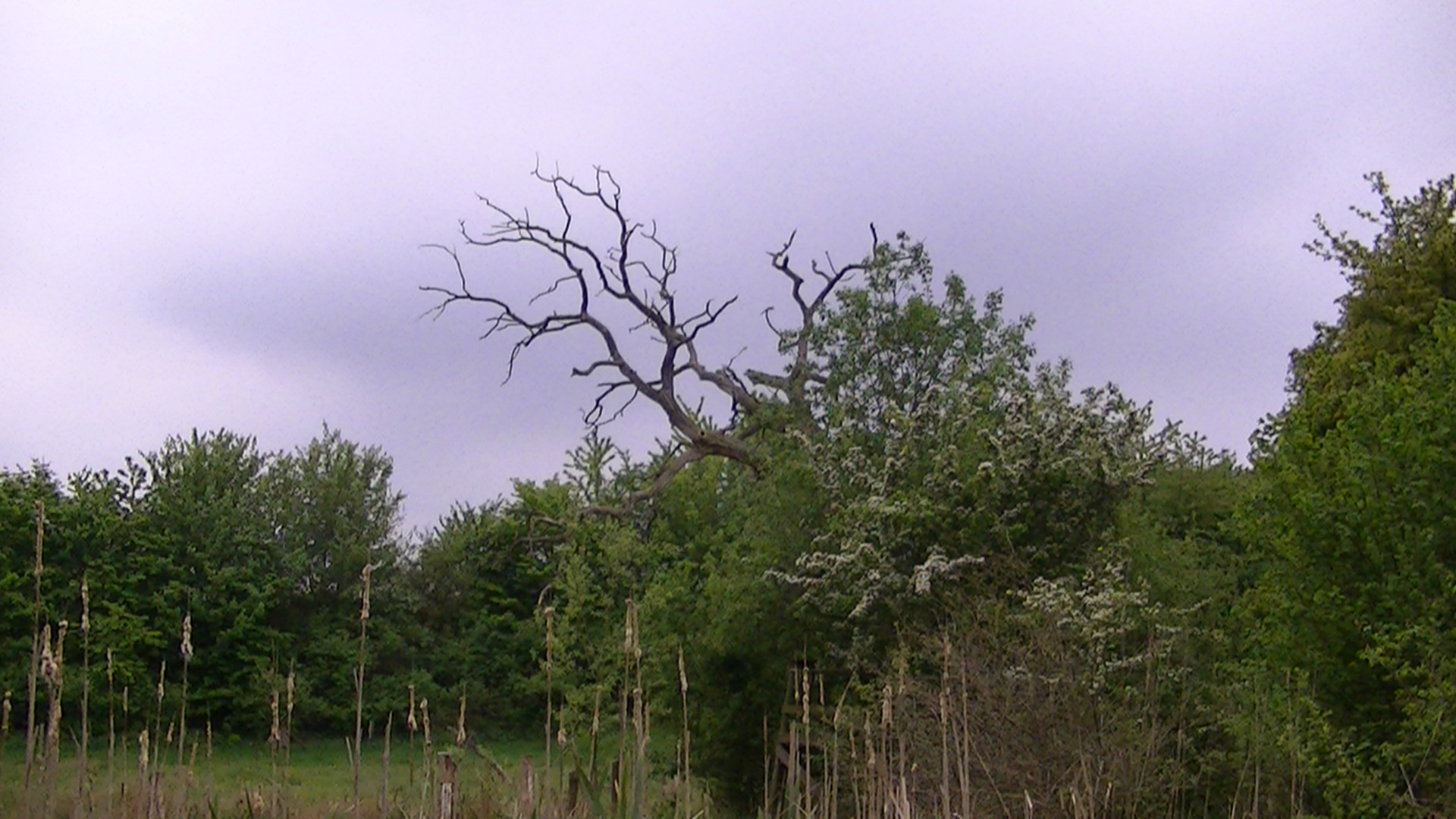
Das Belassen toter Bäume wertet einen Lebensraum für die Schwarzhals-Kamelhalsfliege auf

Die Schwarzhalsige Kamelhalsfliege ist in Europa weit verbreitet. Bekannt ist die Art aus Frankreich, der Schweiz, Deutschland (u. a. Bayern, Schleswig-Holstein, Berlin, Sachsen-Anhalt, Rheinland-Pfalz, Baden-Württemberg und Saarland), Österreich (u. a. Tirol), Slowenien (u. a. im slowenischen Teil von Istrien sowie im Ausgangsbereich der Höhlen von Škocjan), Italien (bekannt u. a. aus Trentino-Südtirol, Friaul-Julisch Venetien und Kalabrien, nicht jedoch aus Venetien), Kroatien, Tschechien, der Slowakei, Ungarn, Rumänien, Bulgarien, Serbien, Montenegro, Albanien und Griechenland.
Die Schwarzhalsige Kamelhalsfliege benötigt naturnahe Lebensräume mit großer Artenvielfalt, wie z. B. lichte Mischwälder mit Bäumen unterschiedlichen Alters. Dabei sind die standorttreuen Insekten auf ausreichend Kleininsekten als Beute angewiesen.
Als Vorzugshabitate der Tiere in Berlin gelten beispielsweise Eichenmischwälder trockenwarmer Standorte sowie Feldgehölze, Laubgebüsche, aber auch Alleen und Obstbaumbestände (wie Streuobstwiesen). In Schleswig-Holstein sind sie auch in Niederwäldern und Eichenkratts anzutreffen. Gern wird Totholz oder sich ablösende Rinde toter Bäume (einschließlich Sturmholz), für die Ablage der Eier genutzt. Adulte Tiere, die an dem charakteristischen schwarzen Halsschild erkennbar sind, halten sich überwiegend in der Kronenschicht von Bäumen auf.

## Lebensweise
Die geschlechtsreifen Insekten sind tagaktiv und ernähren sich häufig von kleinen Insekten. Kamelhalsfliegen-Larven verzehren außerdem die Eier von Schadinsekten. Zu ihren Fressfeinden zählen Vögel (etwa Spechte), Spinnen, Gottesanbeterinnen und andere Insektenfresser.

### Lebenszyklus
Kamelhalsfliegen sind semelparitär, sie pflanzen sich also nur einmal im Leben fort. Bei der Fortpflanzung verfolgen Kamelhalsfliegen die sogenannte r-Strategie. Sie setzen eine möglichst hohe Anzahl von Nachkommen in die Welt, in der Hoffnung, dass einige auch völlig ohne Brutpflege überleben werden. Mit jeder Oothek legt das Weibchen bis zu 1000 Eier.
Die Larven durchlaufen eine zwei- bis dreijährige Entwicklung, mit 9 bis 15 Häutungen, bevor sie schließlich im Frühsommer schlüpfen. Die Imagines leben dann nur wenige Wochen, bevor sie sterben.
Für die Eiablage benötigen die Weibchen der Kamelhalsfliegen organisches Material wie morsche Baumrinde oder poröses Substrat, wobei sie warme, geschützte Stellen bevorzugen. Auch abgestorbene Ästen der Baumkronen (z. B. von Eichen) sind für die Eiablage beliebt. Kamelhalsfliegen positionieren ihre Eier mit Hilfe eines langen Legebohrers (Ovipositor), durch den weibliche Tiere auch gut von männlichen unterschieden werden können.
Die Art kann meistens zwischen Mai und Juli gefunden werden.

### Ernährung
Larve einer Kamelhalsfliege, möglicherweise auch von V. nigricollis

Link zum Bild

Kamelhalsfliegen gelten als Nützling, da sie sich in allen Lebensstadien von kleinen, weichhäutigen Gliedertieren, wie Blattläusen und Schildläusen, ernähren. Zur Nahrung der Larven zählen außerdem Larven der beiden Fichtenbockkäfer (Gemeiner Fichtensplintbock und Brauner Fichtenbock) Ausgewachsene Tiere nehmen auch Pollen zu sich. Darüber hinaus fressen sie die Larven von Borkenkäfern sowie die Eier von Apfelwicklern.

## Gefährdung
Bei den Gefährdungsursachen der Schwarzhals-Kamelhalsfliege hebt die Rote Liste Deutschlands insbesondere menschliche Eingriffe in den Lebensraum der Insekten hervor, welche in die natürlichen Dynamiken des Ökosystems Wald eingreifen. Folgende Maßnahmen wirken sich nachteilig auf die Populationsentwicklung aus:
- Umwandlung naturnaher, sommergrüner Laubwälder in forstwirtschaftlich genutzte Wälder (Altersklassenwald mit Kahlschlag)
- Anpflanzung nichtheimischer Baumarten bei der Wiederaufforstung
- Bodenveränderungen durch Kalkung und Düngung von Wäldern sowie Verhindern natürlicher Erosion
- Entfernung von organischem Material, insbesondere Sturmholz und Totholz aus dem Wald
- Wasserbauliche Maßnahmen, u. a. Flussbegradigung und Staustufen, die natürliche Überflutungen verhindern

In der Roten Liste Deutschlands steht die Art auf der Vorwarnliste (V). In der Roten Liste Berlins wird die Art als gefährdet angegeben. In der Roten Liste Bayerns von 2020 wird die Art als ungefährdet kategorisiert, wobei die Netzflügler jedoch als selten gelten. Noch 2003 war die Art in der Roten Liste Bayerns als stark gefährdet kategorisiert worden; die Kategorieänderung erfolgte aufgrund einer geänderten Methodik. In der Roten Liste des Saarlands werden die Bestände als sehr selten angegeben, eine Gefährdungskategorie wurde aufgrund einer unzureichenden Datenmenge nicht zugewiesen.
In der Roten Liste Österreichs wurde die Art 2005 als vom Aussterben bedroht kategorisiert.
Die auf Kamelhalsfliegen spezialisierten  Entomologen Horst und Ulrike Aspöck gehen davon aus, dass die kleinen Insekten oft aufgrund einer falschen Technik bei der Suche und durch ihre geringen Größe übersehen werden, aber wahrscheinlich dennoch so selten sind, dass eine Gefährdung besteht. Ihr bevorzugter Aufenthalt im Kronenbereich von Bäumen, ist ebenfalls eine Erklärung dafür, dass man die Tiere nur selten sieht, obwohl sie möglicherweise in größerer Zahl vorhanden sind.

## Taxonomie
Die Art wurde 1891 von Herman Albarda als Rhaphidia nigricollis erstbeschrieben. Weitere Synonyme lauten Agulla nigricollis (Albarda, 1891), Raphidia beaumonti (Lacroix, 1933), Raphidia nigricollis (Albarda, 1891), Raphidilla beaumonti Lacroix, 1933, Raphidilla nigricollis (Albarda, 1891) und Rhaphidilla nigricollis (Albarda, 1891).
Aus der Gattung Venustoraphidia H. Aspöck & U. Aspöck, 1968 sind drei Arten bekannt. Neben Venustoraphidia nigricollis gibt es noch Venustoraphidia conviventibus Monserrat & Papenberg, 2012 von der Iberischen Halbinsel und Venustoraphidia renate (H.Aspöck & U.Aspöck, 1974) von der Peloponnes.

## Insekt des Jahres 2022
Das Deutsche Entomologische Institut (Senckenberg) wählte die Schwarzhalsige Kamelhalsfliege (Venustoraphidia nigricollis) im November 2021 zum Insekt des Jahres 2022. Der damalige Direktor des Instituts und Begründer des Kuratoriums, Holger H. Dathe, hatte das Insekt bereits im Jahr 1999 vorgeschlagen, als der Titel Insekt des Jahres zum ersten Mal vergeben wurde.